# The Weeknd in Japan
Albums de The Weeknd
My Dear Melancholy
(2018) After Hours
(2020)
The Weeknd in Japan est une compilation du chanteur canadien The Weeknd sortie en 2018. Elle regroupe des chansons de trois albums studio (Kiss Land, Beauty Behind the Madness et Starboy) de l'artiste, ainsi que deux chansons issues de l'EP My Dear Melancholy. L'album n'est commercialisé uniquement au Japon, sur le label Universal Music Japan, soit quelques jours avant la tournée The Weeknd Asia Tour.

## Liste des titres
Crédits : source iTunes
| 1.    | Wicked Games (tiré de House of Balloons, 2011)                         | - Abel "The Weeknd" Tesfaye - Martin McKinney - Carlo Montagnese - Rainer Millar Blancheur                                                           | - McKinney - Illangelo                                             | 5:25 |
| 2.    | Wanderlust (Pharrell remix) (tiré de Kiss Land - iTunes edition, 2013) | - Tesfaye - Pharrell Williams - Danny Schofield - Ahmad Balshe - Jason Quenneville - Richard Munoz - Joseph Bostani - Selfia Musmin - Albert Tamaela | - Williams (re.) - The Weeknd - DannyBoyStyles - DaHeala           | 5:07 |
| 3.    | The Hills (tiré de Beauty Behind the Madness, 2015)                    | - Tesfaye - Balshe - Emmanuel Nickerson - Montagnese                                                                                                 | - Edmonds - Dixon                                                  | 4:02 |
| 4.    | Can't Feel My Face (tiré de Beauty Behind the Madness)                 | - Tesfaye - Ali Payami - Savan Kotecha - Max Martin - Peter Svensson                                                                                 | - Martin - Payami                                                  | 3:33 |
| 5.    | In the Night (tiré de Beauty Behind the Madness)                       | - Tesfaye - Balshe - Payami - Kotecha - Svensson - Martin                                                                                            | - Martin - Payami - The Weeknd (co.)                               | 3:55 |
| 6.    | Acquainted (tiré de Beauty Behind the Madness)                         | - Tesfaye - Quenneville - Schofield - Montagnese - Benjamin Diehl                                                                                    | - Ben Billions - Illangelo - DaHeala - DannyBoyStyles - The Weeknd | 5:48 |
| 7.    | Often (tiré de Beauty Behind the Madness)                              | - Tesfaye - Diehl - Quenneville - Ahmad Balshe - Danny Schofield - Ali Kocatepe - Sabahattin Ali - Osman İşmen                                       | - Ben Billions - The Weeknd - DaHeala (co.)                        | 4:09 |
| 8.    | Might Not (Belly featuring The Weeknd) (tiré Up for Days, 2015)        | - Balshe - Diehl - Tesfaye | Ben Billions                                                       | 3:45 |
| 9.    | Starboy (featuring Daft Punk) (tiré de Starboy, 2016)                  | - Tesfaye - Thomas Bangalter - Guy-Manuel de Homem-Christo - McKinney - Henry Russell Walter - Quenneville                                           | - Daft Punk - Doc McKinney (co.) - Cirkut (co.) - The Weeknd (co.) | 3:50 |
| 10.   | I Feel It Coming (featuring Daft Punk) (tiré de Starboy)               | - Tesfaye - Bangalter - de Homem-Christo - McKinney - Walter - Eric Chedeville                                                                       | - Daft Punk - Doc McKinney (co.) - Cirkut (co.) - The Weeknd (co.) | 4:29 |
| 11.   | Party Monster (tiré de Starboy)                                        | - Tesfaye - Diehl - McKinney - Balshe - Lana Del Rey                                                                                                 | - Ben Billions - Doc McKinney - The Weeknd                         | 4:09 |
| 12.   | Secrets (tiré de Starboy)                                              | - Tesfaye - McKinney - Walter - Dylan Wiggins - Roland Orzabal - Coz Canler - Jimmy Marinos - Wally Palamarchuk - Mike Skill - Peter Solley          | - Doc McKinney - The Weeknd - Cirkut                               | 4:25 |
| 13.   | Call Out My Name (tiré de My Dear Melancholy, 2018)                    | - Tesfaye - Adam Feeney - Nicolas Jaar | Frank Dukes                                                        | 3:48 |
| 14.   | Wasted Times (tiré de My Dear Melancholy)                              | - Tesfaye - Brittany "Starrah" Hazzard - Sonny Moore - Feeney                                                                                        | - Frank Dukes - Skrillex (co.)                                     | 3:40 |
| 60:05 |                                                                        | |                                                                    |      |

Notes
- Party Monster contient des chœurs de Lana Del Rey[3].
- Wanderlust (Pharrell remix) contient des chœurs de Pharrell Williams.